# 2024年12月中國大陸

## 12月9日
- 中共中央總書記習近平主持召開中共中央政治局會議，指出要做好明年經濟工作，防範化解重點領域風險和外部衝擊，實施更加積極有為的宏觀政策，擴大國內需求，穩住樓市和股市，繼續不提「房住不炒」政策[1]。

## 12月10日
- 中共与中华人民共和国政府为了对中华民国总统賴清德出访南太平洋的三个邦交国以及在美国夏威夷和关岛过境并与美国部分政要通电话表达不满，中国人民解放军海军和中国海警局向台湾岛和日本南部诸岛的附近海域以及东海和南海部署九十多艘海军舰艇和海警船，欲封锁第一岛链阻止外国海军入内。[2][3]中華民國國防部回应称，此次解放军海军部署的规模是自1996年中華民國總統選舉期间的军事演习以来最大。[4]

## 12月23日
- 湖南省常德市中级人民法院公开审理鼎城区永安小学驾车撞人案，对被告人黄文以以危险方法危害公共安全罪判处死刑，缓期二年执行，剥夺政治权利终身[5]。